# カルトゥーシュ
カルトゥーシュ（仏: cartouche）は、古代エジプトで使われていたヒエログリフの文字（記号）の1つで、ファラオの名前を囲む曲線。古代エジプトではシェヌ
| Sn · n | nw | w | V9 |

と呼ばれる文字であり、シェンを細長く伸ばしたものである。現在でも壁画などに描かれたファラオの名にカルトゥーシュを確認することができる。カルトゥーシュは小銃の実包を意味するフランス語で、英語ではカートリッジ (cartridge) にあたる。形状が似ていることからこのように呼ばれるようになった。
カルトゥーシュは、もともとロープの象形文字であり"取り囲むこと・永遠"を意味していた。周りを取り囲み、ファラオの名前を囲み保護しているのである。棒状の部分が結び目をあらわしており、名前は結び目の反対側から読み始める。
カルトゥーシュでファラオ名を囲み始めたのはエジプト古王国第4王朝のスネフェルからとされる。

なお、名前そのものはレン(ren)

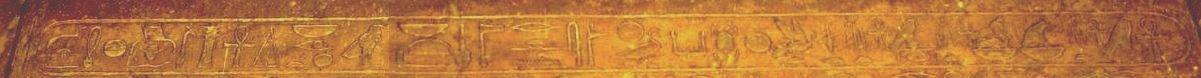
エジプト中王国のファラオ、センウセルト1世の名がカルトゥーシュで大きく囲まれている（ベニ・ハッサン）

| r · n | V10 |

と言った。